# Girls Against Boys
I Girls Against Boys sono un gruppo post-hardcore nato nel 1988 a Washington e ora attivo a New York.
Il sound del gruppo è caratterizzato dall'insolito utilizzo di due bassi e dalla ruvida voce di Scott McCloud.

## Formazione
- Scott McCloud - voce, chitarra
- Eli Janney - basso, cori, tastiere
- Johnny Temple - basso
- Alexis Fleisig - batteria

## Discografia

### Album
- Tropic of Scorpio (Adult Swim, 1992)
- Venus Luxure No.1 Baby (Touch and Go, 1993)
- Cruise Yourself (Touch and Go, 1994)
- House of GVSB (Touch and Go, 1996)
- Freak*on*ica (Geffen, 1998)
- You Can't Fight What You Can't See (Jade Tree, 2002)

### EP
- Nineties Vs. Eighties (Adult Swim, 1992)
- Sexy Sam (Touch and Go, 1994)
- B.P.C./Satin Down (Your Choice Records, 1994)
- Super-fire (Touch and Go, 1996)
- Disco Six Six Six (Touch and Go, 1996)
- The Ghost List (Touch and Go, 2013)